# 雙鉤廓填法
雙鉤廓填法為東亞書法及繪画技法名，為利用线条钩描物象的轮廓，通称“钩勒”，因基本上是用左右或上下两笔钩描合拢，故此亦称“双钩”。大部用于工笔花鸟画。又旧时摹搨法书。沿字的笔迹两边用细劲的墨线钩出轮廓，也叫“双钩”；双钩后填墨的称为“双钩廓填”。
東晉顧愷之《魏晉勝流畫贊 (摹搨妙法)》：“以素摹素，當正掩二素，任其自正而下鎮，使莫動其正。筆在前運，而眼向前視者，則新畫近我矣。可常使眼臨，筆止隔紙素一重，則所摹之本遠我耳。則一摹蹉積蹉彌小矣。可令新跡掩本跡而防其近內、防內。”
南齊謝赫《古畫品錄·序》：“六法者何？一，氣韻生動是也；二，骨法用筆是也；三，應物象形是也；四，隨類賦彩是也；五，經營位置是也；六，傳移模寫是也。”
南宋姜夔《续书谱·临摹》：“双钩之法，须得墨晕不出字外，或廓填其内，或朱其背，正肥瘦之本体。”
南宋趙希鵠《洞天清祿集·古今石刻辨·響搨僞墨跡》：“以紙加碑上，貼於窗戶間，以游絲筆就明處圈卻字畫，填以濃墨，謂之響搨。”
明杨慎《丹铅总录·字学·影書》：“六朝人尚字学，摹临特盛，其曰廓填者，即今之双钩。曰影書者，如今之響搨。”